# Tropidonophis dendrophiops
Tropidonophis dendrophiops (вуж плямистий) — вид змій родини полозових (Colubridae). Ендемік Філіппін.

## Поширення і екологія
Плямисті вужі мешкають на островах Бохоль, Біліран, Лейте, Самар, Дінагат, Басілан, Каміґуїн-Сур і Мінданао, можливо також на островах Масбате, Сікіхор і Лусон. Вони живуть у вологих тропічних лісах, на берегах річок і струмків, на висоті від 70 до 1200 м над рівнем мояр. Живляться переважно амфібіями.